# العمل يحررك

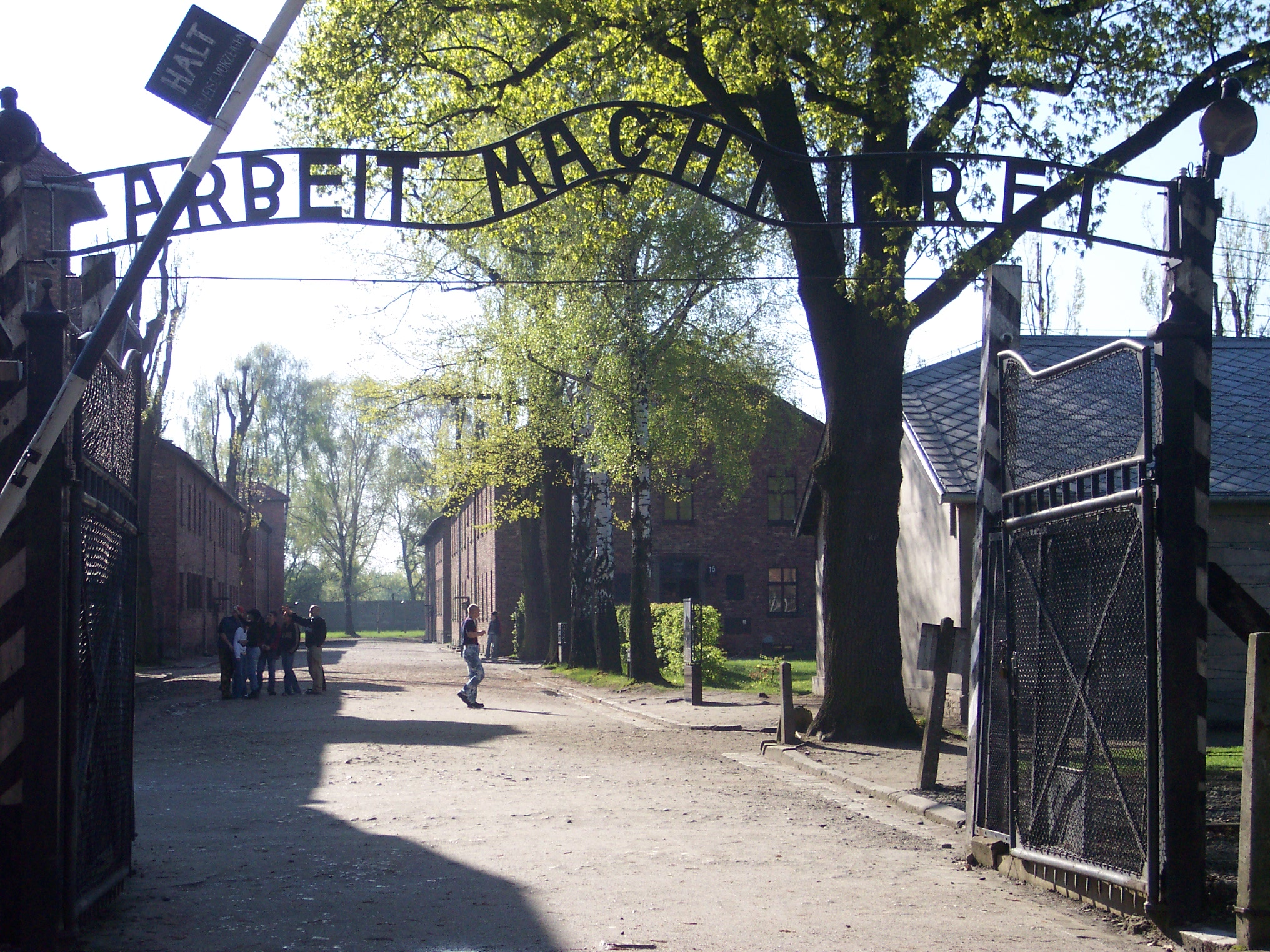
شعار معروض في أوشفيتز

العمل يجعلك حرًّا، بالألمانية: Arbeit macht frei، وتنطق أربايت ماخت فراي، هي عبارة وشعار ألماني، يُعرف الشعار بوضعه عند مدخل معسكر أوشفيتز ومعسكرات الاعتقال النازية الأخرى.

## الأصل
التعبير يأتي من عنوان رواية عام 1873 من قبل اللغوي الألماني لورنتز ديفنباخ، Arbeit macht frei: Erzählung von Lorenz Diefenbach ، حيث يجد المقامرون والمحتالون الطريق إلى الفضيلة من خلال العمل. تم استخدام العبارة أيضًا باللغة الفرنسية (le travail rend libre! بقلم أوغست فوريل، عالم الحشرات السويسري، أخصائي التشريح العصبي والطبيب النفسي، في كتابه Fourmis de la Suisse (بالعربية: "النمل سويسرا") (1920). في عام 1922، Deutsche Schulverein فيينا، وهي منظمة "حمائية" عرقية للألمان داخل الإمبراطورية النمساوية، طبعت طوابع تحمل عبارة " Arbeit macht frei. وفقًا لموقع visitcracow.com: "في الثلاثينيات، روجوا (النازيون) لبرامج مكافحة البطالة من خلال هذه الجملة."
كما أن هذه العبارة تستدعي مبدأ شتاتلوفت ماتشت فري الألماني الذي يرجع تاريخه إلى العصور الوسطى («الهواء الحضري يجعلك حرًا»)، والذي وفقًا لذلك تم تحرير الأقنان بعد أن كنت مقيمًا في المدينة لمدة عام ويوم واحد.

## استخدام من قبل النازيين

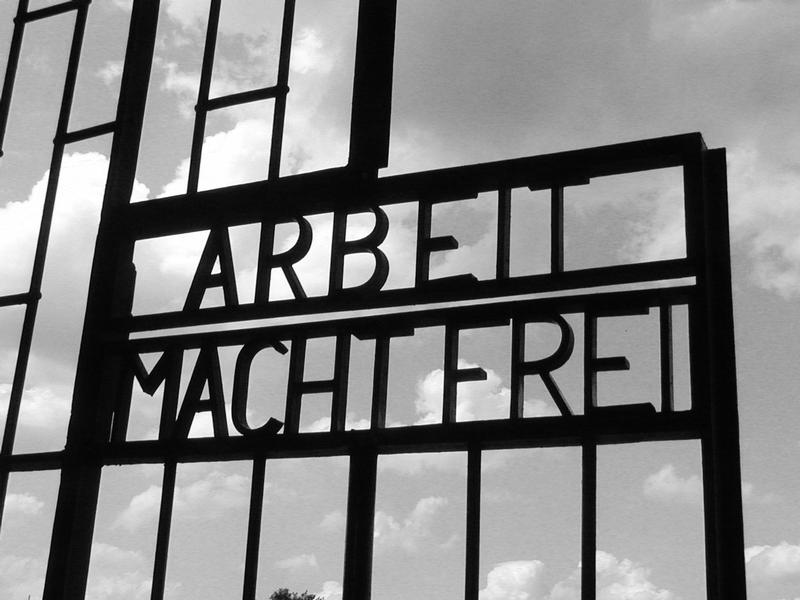
KZ ساكسنهاوزن

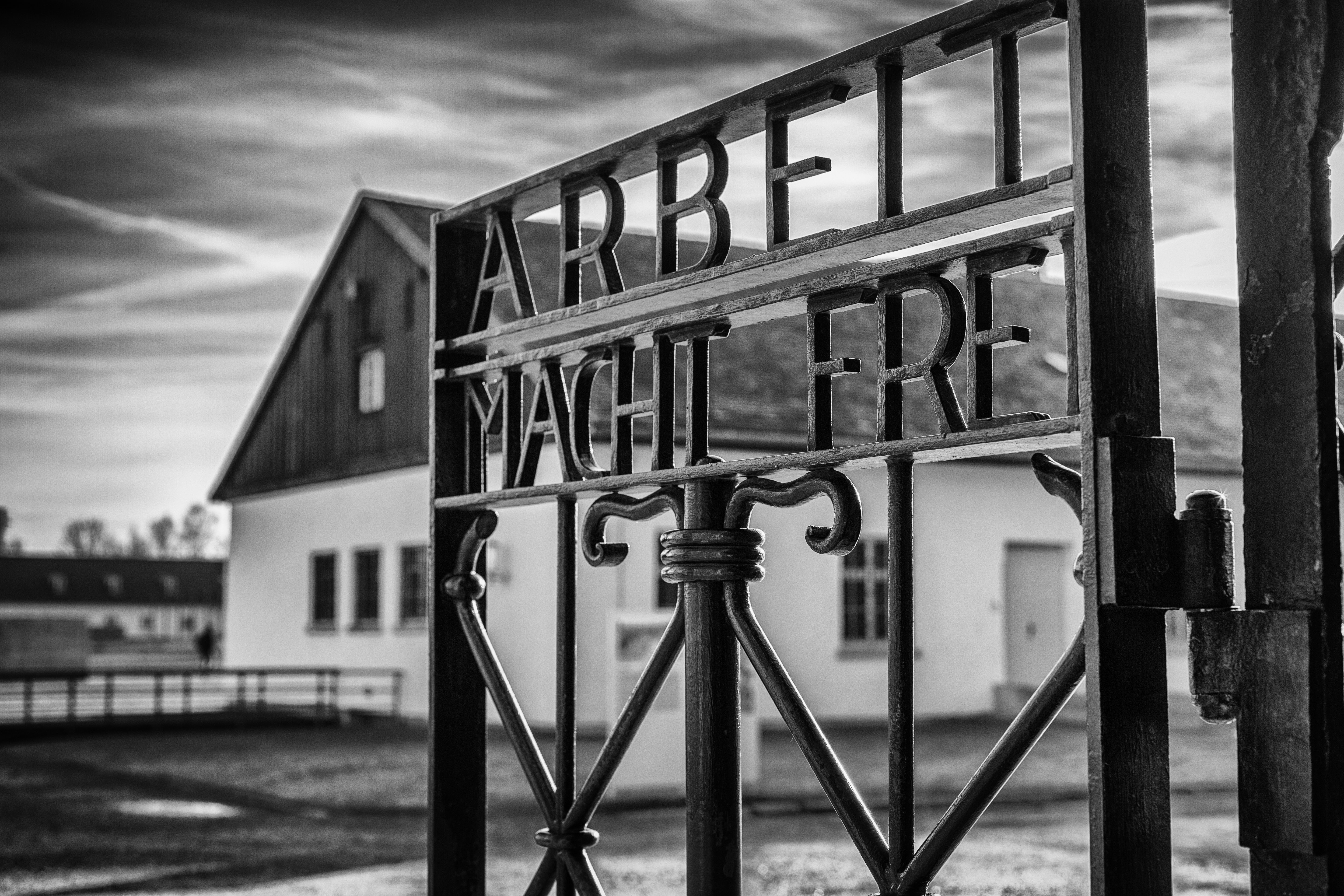
داكاو

وضع الشعار على مداخل عدد من معسكرات الاعتقال النازية. تم تنفيذ استخدام الشعار من قبل ضابط شوتزشتافل ثيودور إيكي في معسكر الاعتقال داخاو  ثم قام رودولف هوس بنسخه على بوابة محتشد أوشفيتز.
لا يزال من الممكن رؤية الشعار في العديد من المواقع، بما في ذلك فوق مدخل أوشفيتز الأول حيث أقيمت العلامة بأمر من القائد رودولف هوس. مثال على السخرية من زيف الشعار كان مقولة شائعة بين سجناء أوشفيتز:
Arbeit macht frei (العمل يجعلك حرا)
durch Krematorium Nummer drei (عبر Krematorium رقم ثلاثة) 